# Torkild Bjerge
Torkild Bjerge, född 8 mars 1902, död 7 februari 1974, var en dansk fysiker.
Bjerge var assistent vid Polyteknisk læreanstalt 1928-1936, vid Niels Bohr-institutet 1937-1939 och blev 1939 professor vid Polyteknisk læreanstalt. Han studerade 1934-1935 under Ernest Rutherford i Cambridge och utförde där undersökningar av de då nyupptäckta neutronerna. Bjerge studerade ingående den konstgjorda radioaktiviteten hos kortlivade isotoper. Han utgav flera läroböcker, däribland Elektricitet og Magnetisme (2:a utgåvan 1944) och Lyslære (2:a upplagan 1946).